# قطب‌الدین هلال
قطب‌الدین هلال بک محمد تیرتاجی متولد سال ۱۳۳۱ در ولایت خوست در شرق افغانستان است. او در بخشهای نظامی و مهندسی ساختمانی درس خوانده‌است.
فاو در سال ۱۹۹۳، زمانی که گلبدین حکمتیار به نخست‌وزیری حکومت مجاهدین افغان تعیین شد، هلال سمت معاونت او را به دست آورد. او همچنین در بخش ارتباطات خارجی حزب اسلامی کار کرده‌است.
آقای هلال در سال ۲۰۰۳، در حومه شهر پیشاور پاکستان در ارتباط به همکاری او با حزب اسلامی گلبدین حکمتیار بازداشت شد.
پس از بازگشت او به کابل، اعلام کرد که رابطه‌ای با حزب اسلامی ندارد، با این حال، گزارشها می‌رساند که در تلاشهای دولت افغانستان برای مذاکره با حزب اسلامی به رهبری گلبدین حکمتیار حضور داشته‌است؛ و مدتی را در وزارت دفاع افغانستان کار کرده‌است.
وی در انتخابات ریاست‌جمهوری ۱۳۹۳ افغانستان شرکت کرده و مورد حمایت حزب اسلامی گلبدین حکمتیار قرار گرفت.